# Марьевка (Александровский район)
Ма́рьевка (укр. Мар'ївка) — село в Александровской поселковой общине Краматорского района Донецкой области Украины.

## Общие сведения
Население по переписи 2001 года составляло 250 человек. Почтовый индекс — 84051. Телефонный код — 6269.